# Barbara Konopka
Barbara Konopka, geschiedene Ślizowska, geborene Wilk (* 4. Februar 1935 in Krakau; † 2. Februar 2023 ebenda), war eine polnische Turnerin.

## Leben
Barbara Wilk wurde als eines von drei Kindern von Fryderyk Wilk und Eufrozyn Hrabacka in Krakau geboren. Nach ihrer Geburt zog die Familie nach Gdynia, wo ihr Vater als Installateur für Kühlanlagen tätig war. 1938 zog die Familie nach Warschau. Nach dem Warschauer Aufstand kam sie mit ihrer Familie in das Durchgangslager 121 Pruszków. Von dort wurde die Familie nach Końskie deportiert und kehrte Anfang Dezember 1944 nach Krakau zurück, wo Barbara wieder zur Schule ging. Anschließend besuchte sie die Verwaltungs- und Handelshochschule für Frauen in Krakau.
Durch ihre Schwester Halina, die bei Wisła Krakau als Turnerin aktiv war, trat Barbara Wilk 1947 ebenfalls dem Klub bei. Da das Mindestalter bei den Turn-Weltmeisterschaften 1950 in Basel 17 Jahre betrug, Wilk jedoch erst 15 Jahre alt war, wurde ihr Pass gefälscht. 1952 absolvierte sie in Vorbereitung auf die im gleichen Jahr stattfindenden Olympischen Sommerspiele in Helsinki einen Lehrgang an der Akademia Wychowania Fizycznego Józefa Piłsudskiego w Warszawie. In Helsinki ging Wilk trotz einer Knieverletzung an allen Geräten an den Start, konnte jedoch keine Medaille gewinnen. Nach den Olympischen Spielen ließ sie sich operieren und war in den Folgejahren nur wenig aktiv. Ab 1954 trainierte sie bei Wawel Kraków und konnte ein Jahr später zwei Silbermedaillen mit der polnischen Mannschaft bei den Weltfestspielen der Jugend und Studenten gewinnen.
Im gleichen Jahr heiratete sie den Fußballspieler Kazimierz Ślizowski von Wisła Krakau. Bei den Olympischen Sommerspielen 1956 gewann sie mit dem polnischen Team im Gruppengymnastik-Wettkampf die Bronzemedaille. Aufgrund einer weiteren Knieverletzung beendete Konopka im November 1958 ihre aktive Karriere. Während dieser konnte sie insgesamt 54 Medaillen, davon 21-mal Gold, bei den polnischen Meisterschaften gewinnen.
Nach ihrem Karriereende war sie 15 Jahre lang als Trainerin bei Wisła Krakau tätig und studierte an der Akademia Wychowania Fizycznego Józefa Piłsudskiego w Warszawie. Am 29. Dezember 1959 kam ihre Tochter Barbara zur Welt. Nach 20 Jahren Ehe ließ sie sich von Kazimierz Ślizowski scheiden und heiratete später den Turner Andrzej Konopka.
Zwischen 1987 und 1991 war sie Trainerin am Olympischen Zentrum in Krakau. Zudem war sie von 1960 bis 1999 im Vorstand des Polnischen Turnerverbandes tätig, zunächst als Mitglied des Methoden- und Trainingsausschusses und von 1962 bis 1972 als Trainerin der Nationalmannschaft. In dieser Funktion betreute sie die polnischen Turnerinnen bei den Olympischen Spielen 1964 und 1968 in Mexiko. Zudem nahm sie als Punktrichterin an den Olympischen Spielen 1980 in Moskau teil.